# امامزاده معصوم وبی بی درجلیزجند
امامزاده معصوم وبی بی درجلیزجند مربوط به دوران‌های تاریخی پس از اسلام است و در شهرستان فیروزکوه، روستای حلنزجند واقع شده و این اثر در تاریخ ۸ خرداد ۱۳۸۰ با شمارهٔ ثبت ۳۸۹۲ به‌عنوان یکی از آثار ملی ایران به ثبت رسیده است.